# Leptodactylus bufonius
Leptodactylus bufonius là một loài ếch thuộc họ Leptodactylidae.
Loài này có ở Argentina, Bolivia, Brasil, và Paraguay.
Môi trường sống tự nhiên của chúng là vùng cây bụi khô khu vực nhiệt đới hoặc cận nhiệt đới, đồng cỏ khô nhiệt đới hoặc cận nhiệt đới vùng đất thấp, hồ nước ngọt có nước theo mùa, đầm nước ngọt, vùng đồng cỏ, và ao.

## Hình ảnh

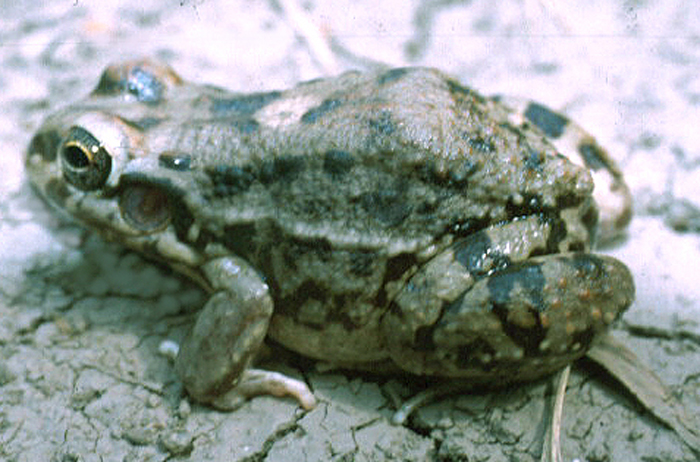